# Asabellides californica
Asabellides californica är en ringmaskart som beskrevs av Hilbig in Blake, Hilbig och Scott 2000. Asabellides californica ingår i släktet Asabellides och familjen Ampharetidae. Inga underarter finns listade i Catalogue of Life.